# Нові Петрівці
Нові́ Петрі́вці — село у Вишгородському районі Київської області. Адміністративний центр Петрівської територіальної громади. На території села розташована історична місцевість Межигір'я .

## Історія
Відповідно до книги Лаврентія Похилевича «Сказання про населені місцевості Київської губернії» час заснування села слід відносити до періоду найбільшого процвітання Межигірського монастиря. У ті часи було вирішено створити село неподалік, щоб мати робочу силу поблизу і не звертатися за селянами до навколишніх сіл. Село назване Новими Петрівцями через свою близькість до Старих Петрівець, які у ті часи в літописних згадках іменувалися Петрівцями.
Тут народився гайдамака Федір Левченко, який серед інших захопив під час Коліївщини Гостомель.

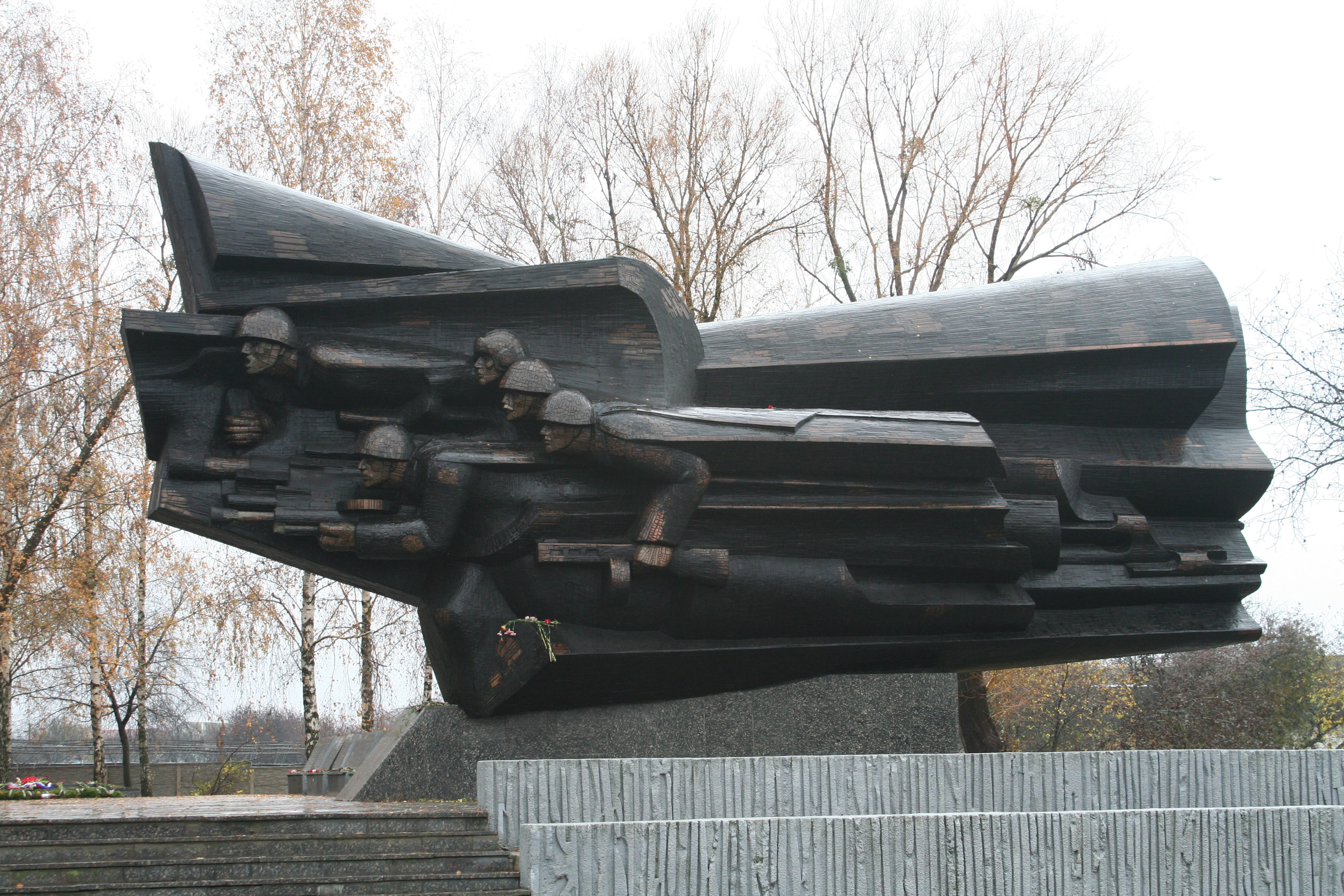
Братська могила радянських воїнів, що загинули у 1943 р.

В Нових Петрівцях існувала дерев'яна церква зведена за даними Похилевича в 1746. Церква була розібрана в кін. 19 ст. або на поч. 20. ст. і перенесена в с. Черкаська слобода. Церква складалася з трьох зрубів, центральний зруб-восьмерик був найбільшим зі зрізаними зовнішніми кутами, вівтар та бабник були однакового розміру та мали зрізані лише зовнішні кути. План такої церкви був типовим для Київщини. Подібний план побудови має Михайлівська церква в Зінькові на Поділлі. Церква мала три входи: з заходу, півночі, півдня. Над північним та південним входом центрального зрубу були потрійні вікна, характерні для візантійських потрійних вікон романського стилю. Зверху церква була обшальована поздовжніми дошками. В цій церкві знаходились старовинні ікони, перенесені сюди з Межигірського монастиря, після його спалення. Церкву описав Теодор Ернст.

## Населення
Згідно з переписом УРСР 1989 року чисельність наявного населення села становила 8193 особи, з яких 3882 чоловіки та 4311 жінок.
За переписом населення України 2001 року в селі мешкало 7714 осіб.

### Мова
Розподіл населення за рідною мовою за даними перепису 2001 року:
| Мова            | Кількість | Відсоток |
| --------------- | --------- | -------- |
| українська      | 7451      | 96.18%   |
| російська       | 266       | 3.43%    |
| вірменська      | 13        | 0.17%    |
| білоруська      | 7         | 0.09%    |
| польська        | 2         | 0.03%    |
| болгарська      | 1         | 0.01%    |
| інші/не вказали | 7         | 0.09%    |
| Усього          | 7747      | 100%     |

## Економіка
- 23 листопада 2018 року у селі відкрили завод з виробництва заморожених хлібобулочних виробів — Chanta Mount. Продукція підприємства буде йти як на внутрішній ринок так і на експорт в Євросоюз.
- Сумарні інвестиції — 25 млн євро
- Потужність — 80 тон на добу
- Площа — 6000 м²

Перший камінь у фундамент нового підприємства був закладений 11 липня 2017 року. На початковому етапі сума інвестицій в проект склала 15 млн євро., а після введення в експлуатацію всіх необхідних потужностей становитиме більше 25 млн євро.
Планова потужність — 80 тонн на добу, це 5 автоматизованих ліній, штат — 300 працівників, площа — 6000 кв.м.

## Культурне життя

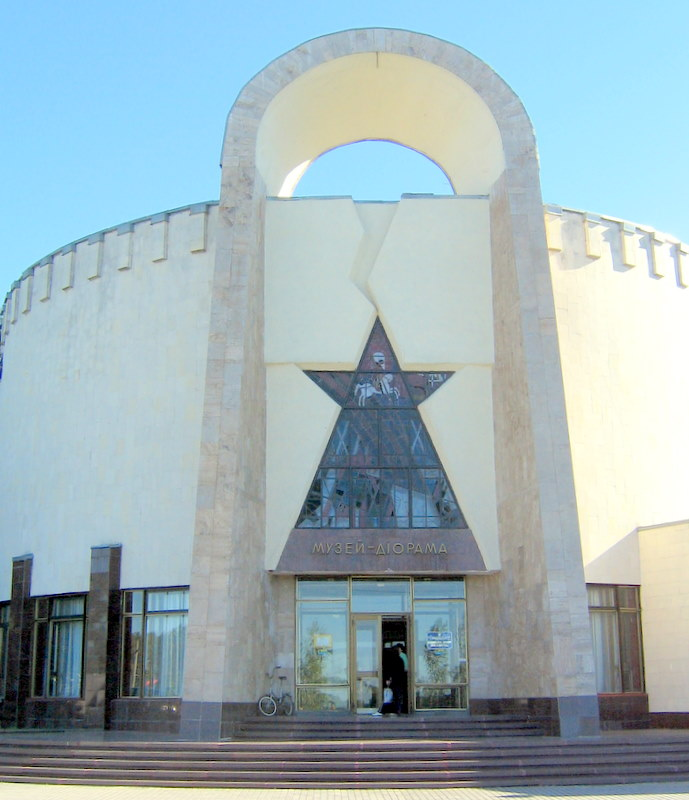
Національний музей-заповідник української військової звитяги

Нові Петрівіці — село, яке має кілька культурно-історичних пам'яток. Найперше — це нещодавно реставрована громадою села Дзвінкова криниця, згадувана у поемі Тараса Шевченка «Чернець» за час його перебування в Межигірському монастирі. Сама територія Межигірського монастиря наразі недоступна пересічному громадянинові через розташування на ній урядового маєтку.
Другою особливістю села є етнографічний музей «Хутір Савки». Через свою діяльність у царині розповсюдження української культури знаний далеко за межами України. Для відвідувачів музею проводяться автентичні календарно-обрядові дійства, показ ремесел та куштування страв з печі.
Також у селі розташований Національний музей-заповідник української військової звитяги.
Столітній ювілей відзначила у жовтні 2010 року місцева православна Покровська церква (Православна церква України).

## Дзвінкова криниця

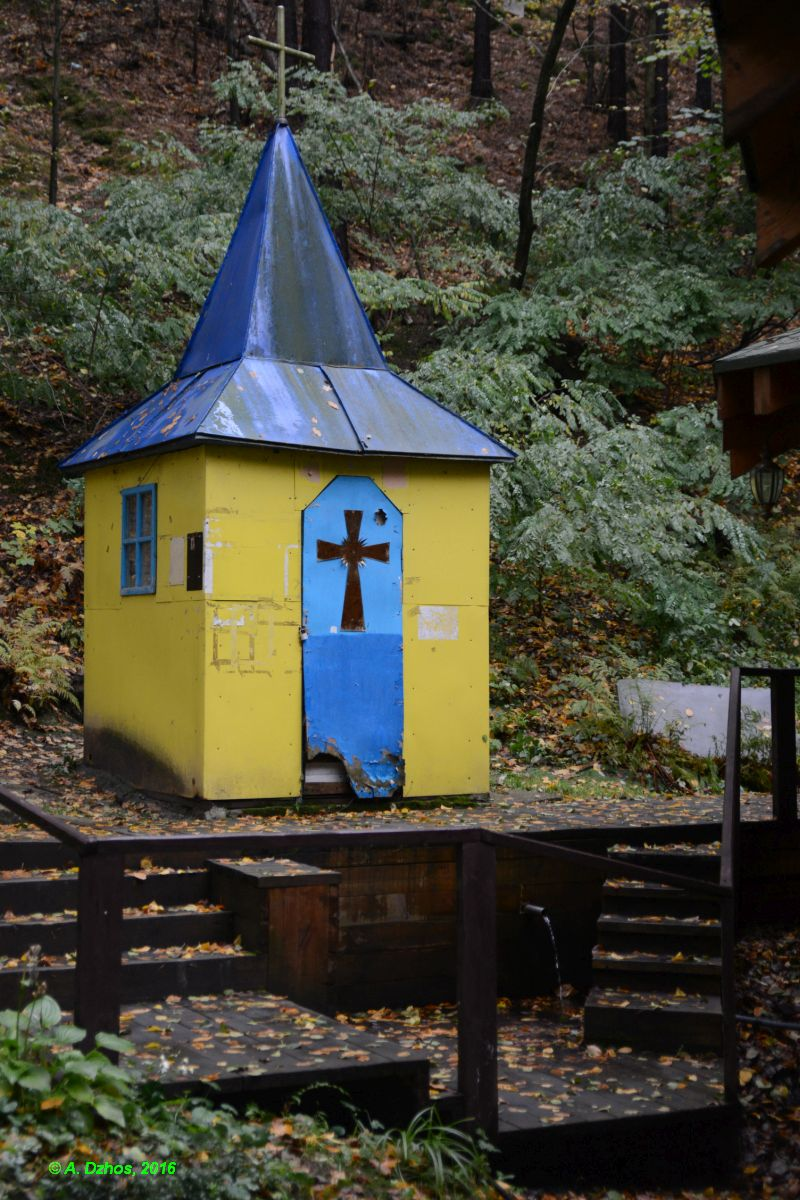
Дзвінкова криниця

«Дзвінкова криниця» — пам'ятка природи місцевого значення, відреставрована громадою села у 1998 р. до 155-річчя перебування Тараса Шевченка у Межигір'ї, про що він згадував у своїй поемі «Чернець» та на своїх малюнках. Монахи Києво-Межигірського монастиря, пізніше підірваного більшовиками, на місці джерела побудували каплицю із встановленими дзвіночками — коли вода сильним струменем вдаряла по них, то лунав мелодійний дзвін, звідки й пішла назва криниці. Сама територія Межигірського монастиря наразі недоступна пересічному громадянинові через розташування на ній урядового маєтку.
«…Іде чернець дзвонковую: У яр воду пити: Та згадує, як то тяжко: Було жити в світі…»
Т.Г.Шевченко поема «Чернець» (уривок)

## Пам'ятки природи

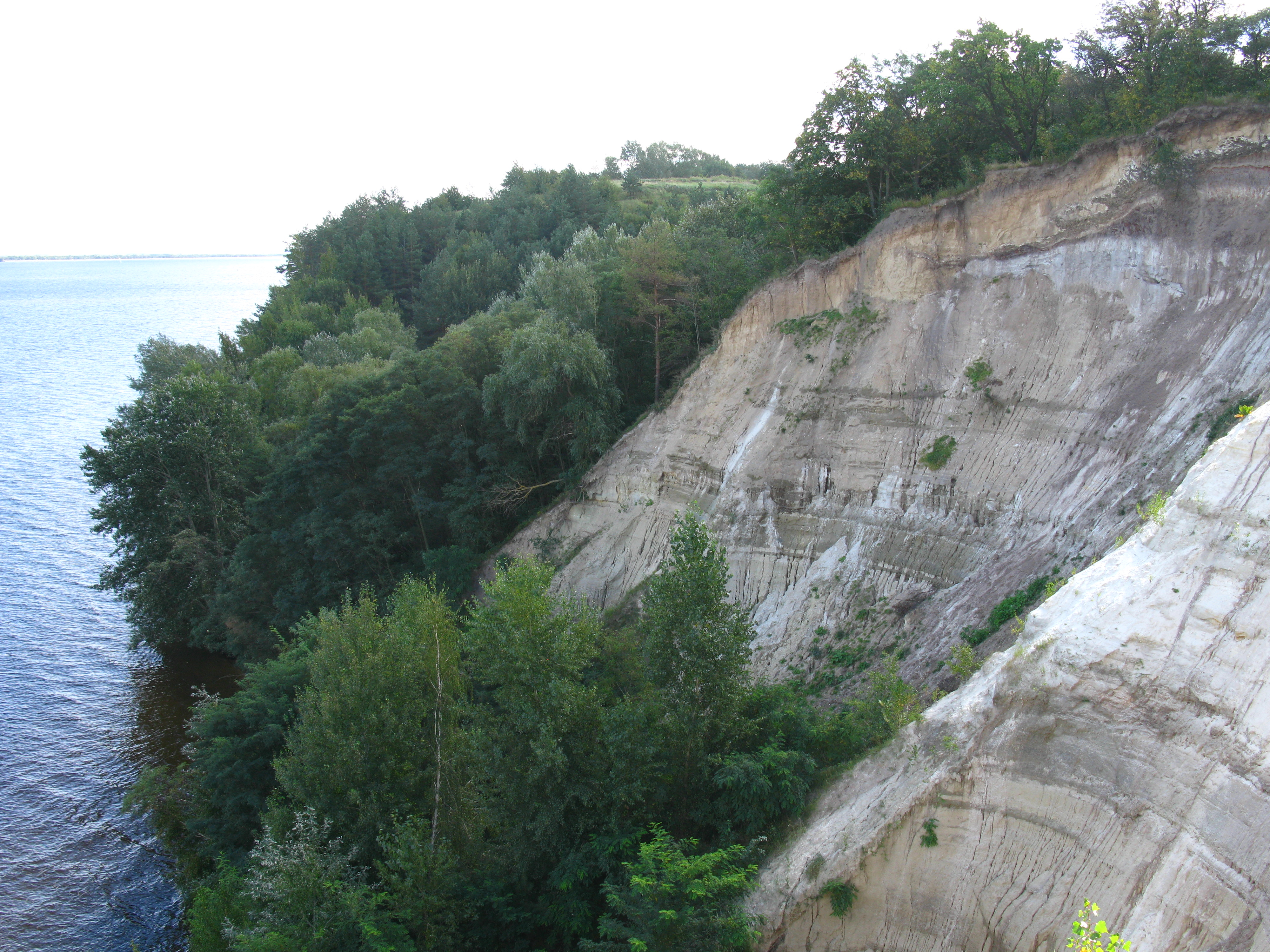
Ново-Петрівський геологічний розріз

- Володимира дуби — ботанічна пам'ятка природи місцевого значення.
- Грабовий ліс — ландшафтний заказник місцевого значення.
- Ново-Петрівський геологічний розріз — геологічна пам'ятка природи місцевого значення. На березі Київського водосховища у стіні кар'єру та в яру, що перетинає село, оголюються відклади неогенової та палеогенової доби. Найпотужніший шар становить 50—60 м. Об'єкт має серію різноманітних порід, окрасою яких є пісковик (потужністю 2,5—3 м). Він містить скам'янілі ядра прісноводних пелеципод.

## Громада-партнер
- Рогань, Україна[7]

## Відомі люди
- Богдан Дмитро Пилипович (народився 1915 в селі Валки, тепер Нові Петрівці — помер 1944) — учасник Другої Світової війни, Герой Радянського Союзу
- Сускин Павло Юхимович — фельдшер лазарету 4-ї Київської дивізії Армії УНР, Герой Другого Зимового походу
- Шевченко Семен — майстер дрібної скульптури
- Ращенко Степан Григорович (2 серпня 1860 — ?) — художник, родом із селянської родини, вільний слухач Петербурзької академії мистецтв в 1887—1894 роках. У 1893 році отримав дві срібні медалі. 21 грудня 1894 року одержав звання некласного художника, майже чверть століття пропрацював у Хабаровську викладачем малювання в жіночій гімназії та реальному училищі. У серпні 1921 року емігрував до Китаю
- Григорій Самойленко (1 травня 1935 - 2 лютого 2025) — український філолог і літературознавець, заслужений діяч науки і техніки України, доктор філологічних наук (1988), професор (1989).
- Сергій Старенький — український футболіст, півзахисник.

## Галерея

Київське водосховище
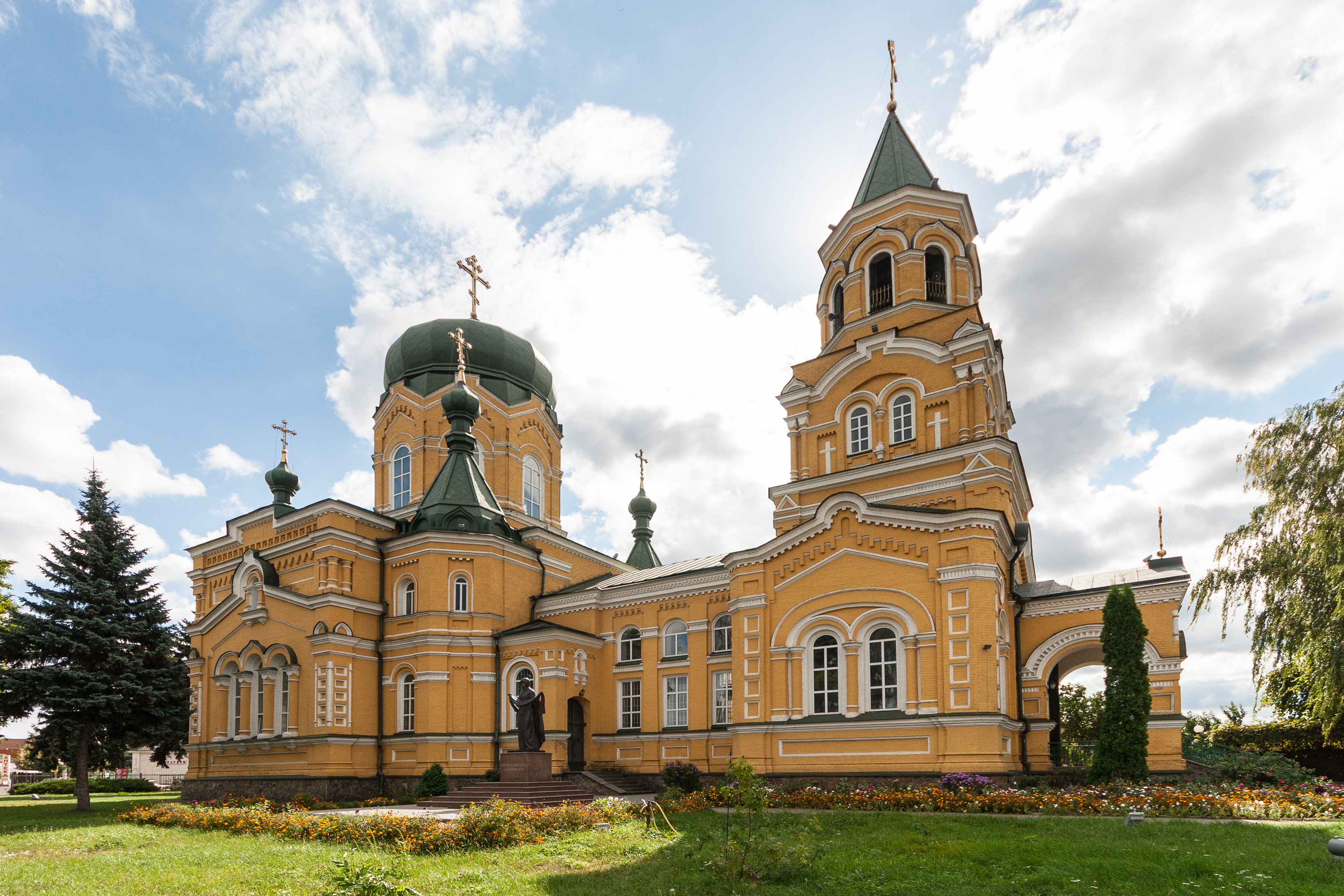
Свято-Покровська церква
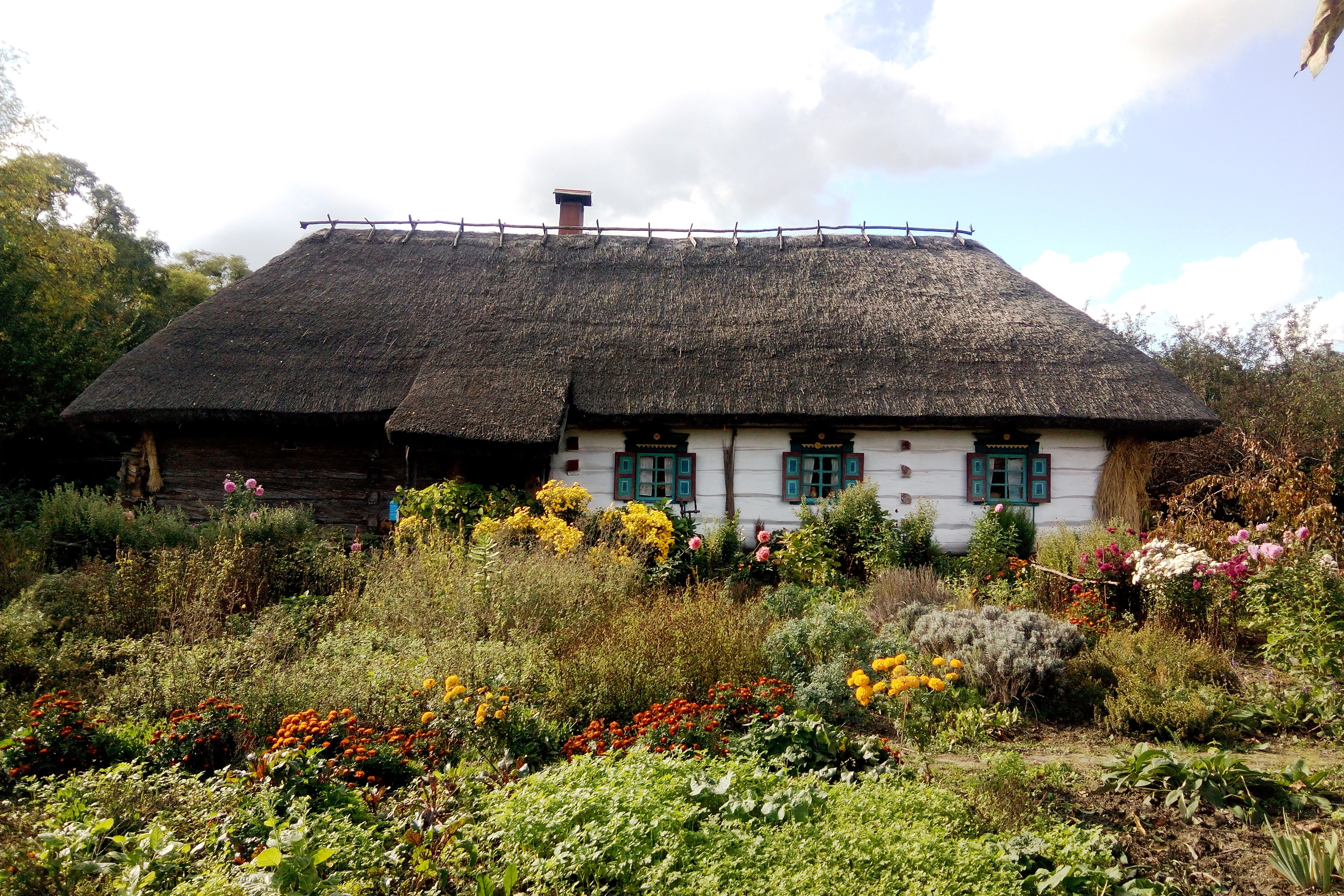
Хутір Савки
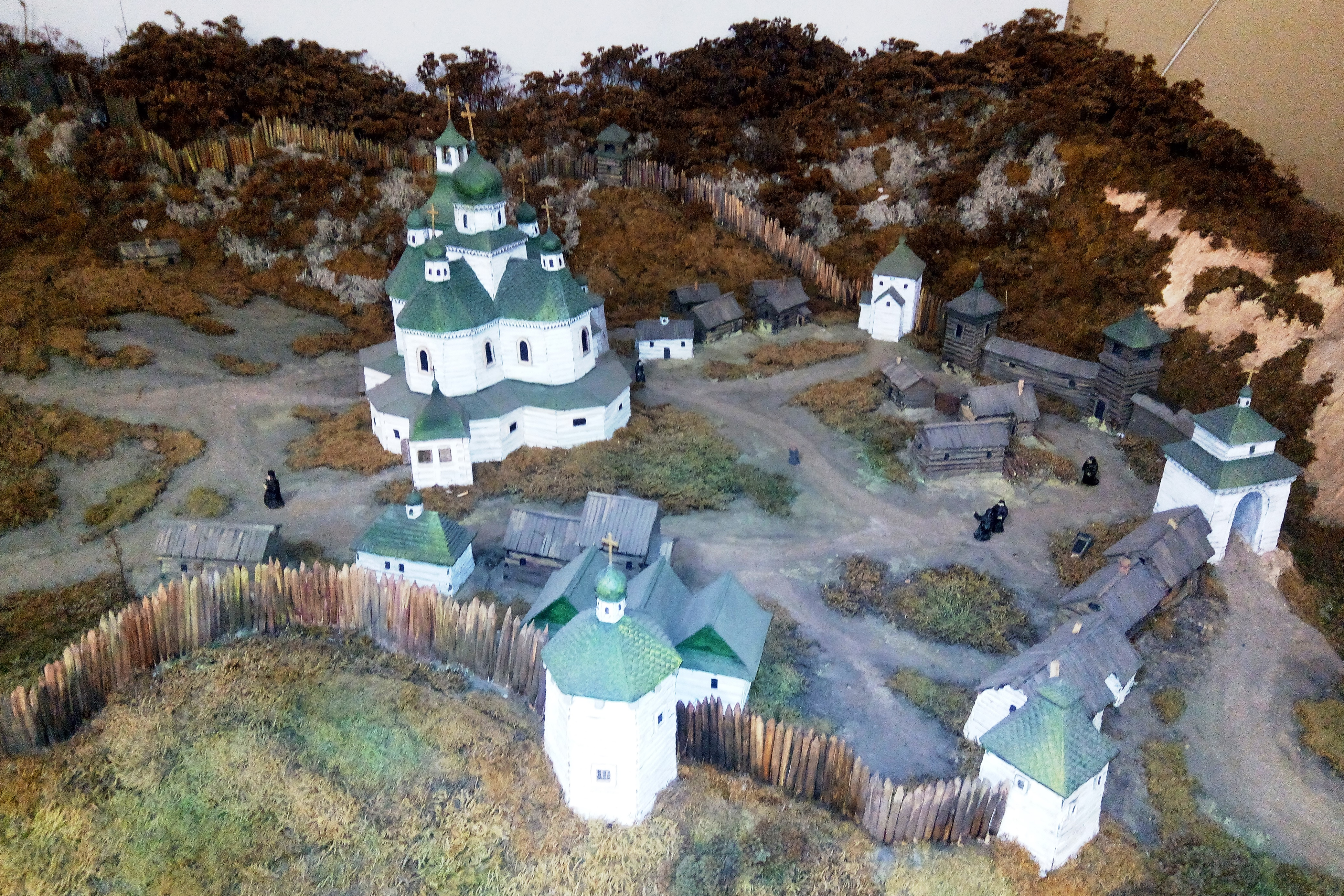
Макет Межигірського монастиря
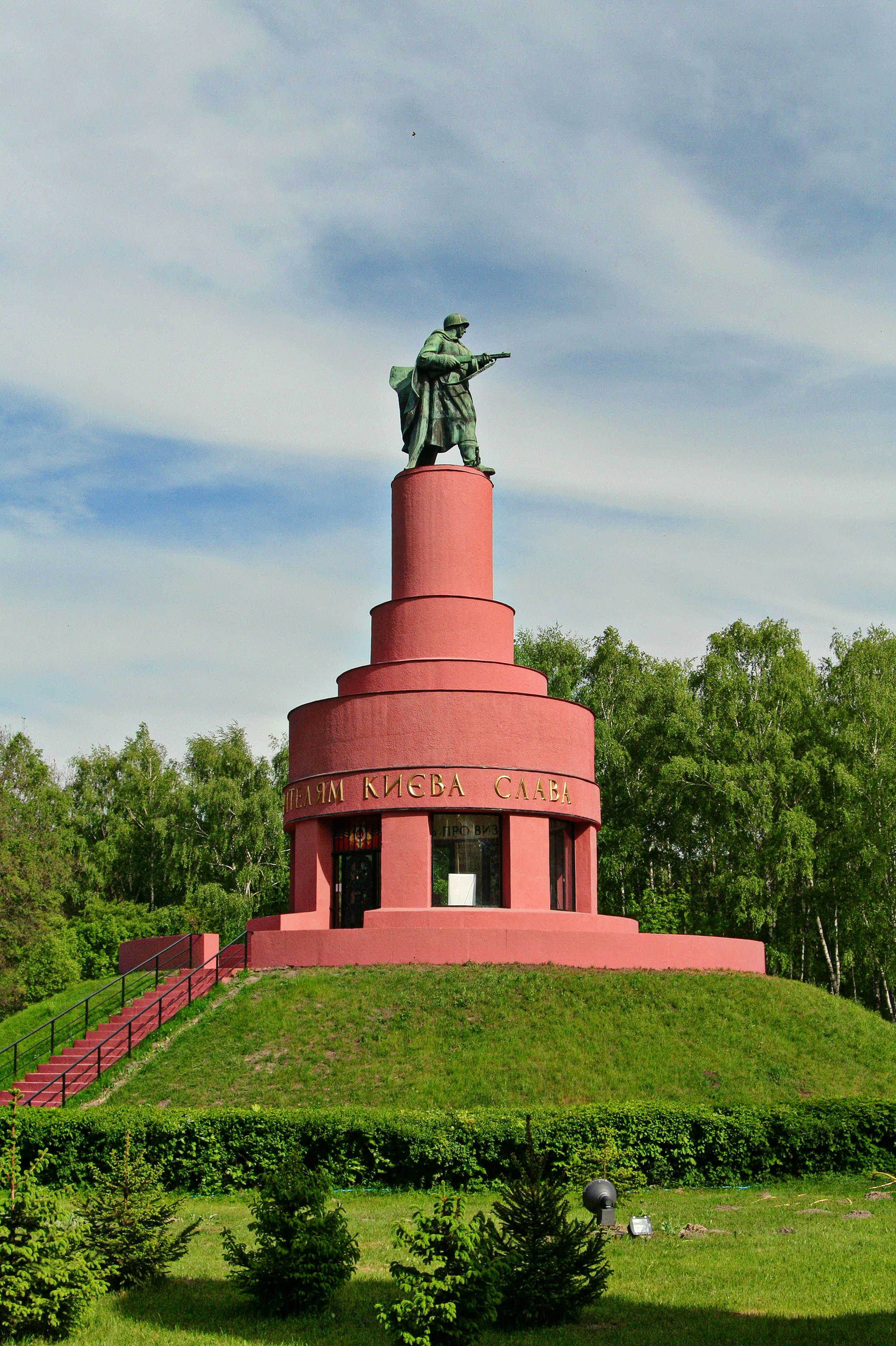
Національний музей-заповідник «Битва за Київ у 1943 році»